# 257P/Catalina
257P/Catalina, komet Jupiterove obitelji